# Sohu
Sohu, Inc. (xinès: 搜狐, pinyin: Sōuhú, literalment 'Search-fox') és una companyia xinesa d'Internet amb seu al Sohu Internet Plaza del Districte de Haidian, Pequín. Sohu i les seues filials ofereixen publicitat, un motor de cerca, apostes en jocs multijugadors en línia, i altres servicis. Va ser classificada per Fortune el 2009 i el 2010 com una de les companyies que creixien més ràpid.